# ماري باركر فوليت
ماري باركر فوليت (بالإنجليزية: Mary Parker Follett)‏ (3 سبتمبر 1868- 18 ديسمبر 1933) كانت تعمل بالخدمة الاجتماعية، ومستشارة في الشؤون الإدارية ورائدة في المجالات النظرية والتنظيمية والسلوك التنظيمي. الفت أيضاَ عدداً من الكتب والمقالات العديدة والمقالات والخطب عن الديمقراطية، والعلاقات الإنسانية، والفلسفة السياسية، علم النفس، والسلوك التنظيمي وتسوية النزاعات. جنبا إلى جنب مع ليليان غيلبرث(Lillian Gilbreth)، ماري باركر فوليت كانت واحدة من اثنتين من كبرى زعيمات الإدارة النسائية في الأيام الأولى للنظرية الكلاسيكية الإدارة. كما أنها كانت أول امرأة دعت للتصدي لمدرسة لندن للاقتصاد وحيث تحدثت عن احدث قضايا الإدارة. كما أنها ميزت نفسها في مجال الإدارة من خلال سعيها كمستشارة شخصية للرئيس ثيودور روزفلت على إدارة المنظمات الطوعية غير الربحية وغير الحكومية. بصفتها واضعة نظرية الإدارة ماري باركر فوليت والرائدة في فهم العمليات الجانبية داخل المنظمات الهرمية (التي أدى تمييزها بشكل مباشر إلى تشكيل منظمات نمط المصفوفة، وهو الأول من دوبونت الذي كان، في 1920s)، أهمية العمليات غير الرسمية الجارية داخل المنظمات، وفكرة «سلطة الخبرة»—التي خدمت في الواقع في تعديل التصنيف للسلطة التي وضعتها الألماني المعاصر لها، ماكس فيبر، الذي قسم السلطة إلى ثلاث فئات منفصلة هي: الشرعية والتقليدية  والكاريزمية.
ولدت فوليت في ولاية ماساشوستس، وأمضت جزءا كبيرا من حياتها المبكرة هناك. في سبتمبر 1885 التحقت في جمعية آنا تكنور Anna Ticknor جمعية تشجيع الدراسة في المنزل في عام 1898 تخرجت من كلية رادكليف، لكنها حرمت من شهادة الدكتوراه في جامعة هارفارد، على أساس أنها امرأة.
على مدى العقود الثلاثة المقبلة، ومع ذلك، نشرت العديد من الأعمال، بما في ذلك:
- رئيس مجلس النواب (1896)
- الدولة الجديدة (1918)
- التجربة الإبداعية (1924)
- ديناميكية الإدارة (1941) (وقد نشرت هذه المجموعة من الخطب والمقالات قصيرة بعد وفاتها)

تعرفت على الطبيعة الشمولية للمجتمع وقدمة فكرة «العلاقات المتبادلة» في فهم الجوانب الحيوية للفرد في العلاقة مع الآخرين. فوليت دعت إلى مبدأ ما وصفته «التكامل»، أوتقاسم السلطة الغير قسري على أساس استخدام مفهومها «القوة مع» بدلا من «القوة فوق». أفكارها عن التفاوض، والقوة، ومشاركة الموظف كان لها تأثير كبير في تطوير حقول الدراسات التنظيمية، والطرق البديلة لحل النزاعات، وحركة العلاقات الإنسانية. [بحاجة لمصدر] كما أنها كانت رائدة في إنشاء مراكز المجتمع.
رغم أن معظم كتابات ماري باركر فوليت ظلت معروفة في دوائر محدودة حتى تم نشرها في بداية هذا العقد (مع بداية أول أعمال بولين C. جراهام)، اكتسبت افكارها تأثيراً كبيراً بعد شيستر بارنارد، في ولاية نيوجيرزي بيل وإكسيك ومستشار الرئيس فرانكلين روزفلت، ونشرت علاجاته المنوية في الإدارة التنفيذية، ومهام السلطة التنفيذية  عمل برنارد، والذي أكد على الدور الحاسم ل «العوامل» الينة مثل «الاتصالات» و«العمليات غير الرسمية» في المنظمات، يستحق ذكر الديون غير المكشوف عنها لكتابات وافكار فيوليت. بالإضافة إلى ذلك، تركيزها على العوامل اللينة يتوازى عمل التون مايو في ويسترن إلكتريك لهوثورن بلانت Western Electric's Hawthorne Plant، وبشرت صعود حركة العلاقات الإنسانية، كما طورت من خلال عمل شخصيات مثل ابراهام ماسلو، كورت لوين، ودوغلاس ماكغريغور، كريس Argyris، ديك بيكارد ومساهمين اخرين في مجال التطوير التنظيمي أو "OB". ويمكن ان ينظر إلى تأثيرها بشكل غير مباشر في عمل رون ليبيت Ron Lippitt، كين بيني Ken Benne، لي برادفوردLee Bradford، إدي سيشور Edie Seashore وغيرهم في المعهد الوطني لمختبرات التدريب في بيت ايل، ونيو هامبشاير، حيث طورت ووضعت منهجية الفريق لأول مرة. وبالتالي، عملت ماري فوليت على تمهيد الطريق لجيل من الفعاليات، والتغييرات التدريجية في فلسفة الإدارة والأسلوب والممارسة، وإحداث ثورة في مجال الأعمال الإنسانية الأمريكية، والسماح لانجازات ورؤية الإدارة ل دوغلاس ماكغريغور—تتأثر قفزات كمية في الإنتاجية من خلال أنسنة مكان العمل.

## الروابط الخارجية
- ماري باركر فوليت على موقع الموسوعة البريطانية (الإنجليزية)
- ماري باركر فوليت على موقع إن إن دي بي (الإنجليزية)

- ماري باركر فوليت شبكة الإنترنت، وتشمل النصوص الكاملة لأعمال العديد من فوليت
- ماري باركر فوليت مؤسسة
- النص الكامل للدولة الجديدة
- صفحات صورة تجربة إبداعية